# Смит, Констанс
Констанс Смит (англ. Constance Smith) (22 января 1928 — 30 июня 2003), английская и американская киноактриса ирландского происхождения.

## Биография
Констанс Смит родилась в Лимерике в семье военнослужащего британской армии, и была старшей из 11 детей в семье. Её отец скончался, когда ей было 11 лет и мать была вынуждена отправить её на воспитание в монастырь. В возрасте 16 лет Констанс Смит выиграла конкурс красоты в Дублине. Её мать, воспользовавшись этим успехом, а также сходством дочери с известной киноактрисой Хеди Ламарр, разослала письма с предложениями по известным киностудиям. В 1947 году Констанс Смит дебютировала в кино в эпизодических ролях.
В 1950 году она заключила контракт с киностудией 20th Century Fox. В 1952 году вела церемонию награждения «Оскаром». Лучшей её работой в кино считается роль в триллере «Человек на чердаке» (1953). Однако её карьера в Голливуде не сложилась в силу слабых актёрских способностей, а также из-за плохой обстановки в семье. Она начала злоупотреблять наркотиками и алкоголем. В 1955 году уехала в Италию, где снялась в ряде второстепенных ролей в кино в частности, в роли Лукреции Борджиа в фильме «La congiura dei Borgia». Во время своего пребывания в Риме она предприняла попытку самоубийства с помощью барбитуратов. В 1960 году она окончательно ушла из кинематографа.

## Личная жизнь
В 1951 году Констанс Смит вышла замуж за киноактёра Брайана Форбса с которым прожила в браке до 1955 года. В 1962 году она была приговорена к трём месяцам тюремного заключения за ножевые ранения, которые она нанесла своему парню Полу Рота. В 1968 году она была осуждена за покушение на убийство того же Пола Рота. В 1974 году она вышла за него замуж. Констанс Смит несколько раз предпринимала попытки покончить жизнь самоубийством. В последние годы жизни она несколько раз проходила лечение от алкогольной зависимости. Зарабатывала случайными заработками, в частности, работала уборщицей. Умерла в Лондоне в безвестности.